# سوكارنو (فلم)
فيلم سوكارنو هو فيلم عن السيرة الذاتية الإندونيسية لعام 2013 من إخراج هانونج برامانتيو وكتبه بن سيهومبينج. يروي هذا الفيلم قصة حياة الرئيس الإندونيسي الراحل سوكارنو أول رئيس لإندونيسيا. كان سوكارنو المولود باسم «كوسنو»، أحد الشخصيات الرئيسية التي لعبت دورًا مهمًا في الكفاح من أجل استقلال إندونيسيا عن الحكم الاستعماري الهولندي. هذا الفيلم من بطولة أريو بايو الذي مثل دور سوكارنو.
في 13 ديسمبر 2013 وافقت محكمة إدارة الأعمال المركزية في جاكرتا على طلب قدمته إحدى بنات سوكارنو وهي راشماواتي سوكارنوبتري لوقف عرض الفيلم. انتقد بعض النقاد الفيلم كونه تجاريًا بحتًا إضافةً لأخذ الحريات في تصويره للأحداث والشخصيات التاريخية. بعد ذلك وفي 7 يناير 2014 قررت محكمة إدارة الأعمال المركزية نقض قرارها السابق والسماح بعرض الفيلم.
تم اختيار الفيلم كمدخل إندونيسي لجائزة الأوسكار لأفضل فيلم بلغة أجنبية في حفل توزيع جوائز الأوسكار السابع والثمانون، ولكن لم يتم ترشيحه.

## القصة
يستند فيلم سوكارنو على حياة الرئيس سوكارنو والتي تغطي الفترة من طفولته حتى إعلانه التاريخي للاستقلال الإندونيسي. في عام 1931 استولت حكومة جزر الهند الشرقية الهولندية في جزيرة جاوة، وقتها سوكارنو القومي الشاب الطموح الذي يريد تحرير إندونيسيا من الحكم الاستعماري الهولندي وقف ضدها وبدأ معركة الاستقلال. ثم يُوضع في سجن بانسيوي في باندونغ إندونيسيا. سوكارنو يجد طريقة للرد من خلال تقديم خطابه الدفاعي الشهير «إندونيسيا تتهم!» في محاكمته في محكمة باندونغ لااندراد.

## الجدل
في سبتمبر 2013 قالت ابنة سوكارنو راشماواتي سوكارنوبتري إنها شعرت بالخيانة من قبل استوديو الإنتاج إم في بي بيكتشر، وقاومت إطلاق إنتاج الفيلم بشكله الحالي. أرادت أن يلعب الممثل أنجاسمارا دور سوكارنو في الفيلم، لكن المخرج هانونج برامانتيو تمسك باختياره لـ أريو بايو. شعرت راشماواتي أن أريو لم يلب توقعاتها في تصويره لوالدها. كما اشتكت من أنه لم يُسمح لها بإعطاء توجيهات أو تقديم ملاحظات حول عرض أريو وتفسير إيماءات وشخصيات الشخصية الرئيسية، وهو أمر شعرت أنه ضروري بالنسبة له لتصوير والدها بشكل أفضل. في 23 سبتمبر 2013 وصل النزاع إلى ذروته مع راشماواتي، حيث قدمت إبلاغ ضد هانونج برامانتيو إلى الشرطة بشأن مزاعم التشهير. في الوقت نفسه صرح هانونج علنًا أنه يعتقد أن دافع راشماواتي للنزاع العام معه هو مجرد السعي إلى الدعاية والشعبية لنفسها. تم إصدار الفيلم على الرغم من النزاع. من جانبه اعتقد المخرج أن الفيلم كان تاريخياً دقيقًا. قال في سبتمبر 2013: «سأستمر في عرض سوكارنو لأنه لا يوجد شيء خاطئ في الفيلم». وقال إن راشماواتي لها الحق فقط في تقديم النصيحة، ولكن ليس اتخاذ أي قرارات فعلية تتعلق بالفيلم نفسه. وقال أيضا إن الأمور المتعلقة بصنع الفيلم هو من حق المخرج فقط.

## وصلات خارجية
- مقالات تستعمل روابط فنية بلا صلة مع ويكي بيانات
- الفيلم في قاعدة بيانات الأفلام على الإنترنت